# بیا

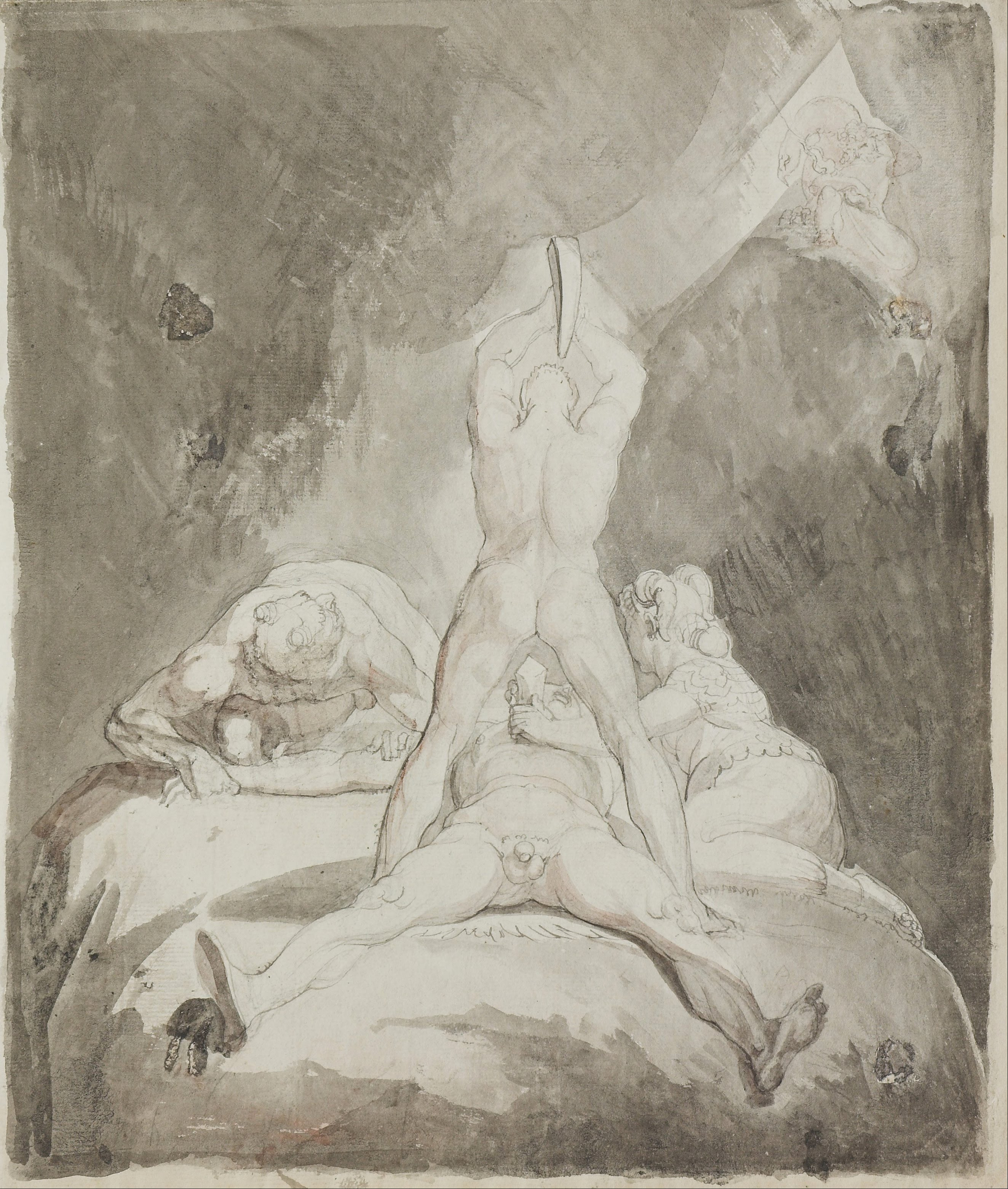
بیا و خواهر و بردارانش هنگام بستن پرومته به تخته سنگ

بیا (به یونانی: βία، تندخویی) دختر پالاس و استوکس و خواهر نیکه، کراتوس و زلوس در افسانه‌های یونان باستان است.
بیا نمایشگر نیرو، تندخویی و زورگویی بود. او همراه خواهر و برادرانش به همراهی زئوس پرداخت و فرمانهای زئوس را بکار بست.  در نمایشی از آیسخولوس، پرومته در زنجیر، بیا به فرمان زئوس همراه با برادرش کراتوس به پیش هفائستوس می‌رود تا او را وادار کند، تا پرومته را به تخته سنگی برای دزدی آتش و دادن آن به مردم زنجیر کند.